# 盧切拉主教座堂

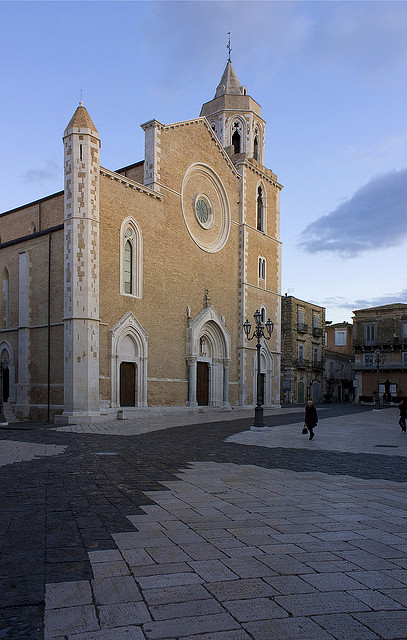
盧切拉主教座堂

盧切拉主教座堂（義大利語：Duomo di Lucera；Basilica cattedrale di Santa Maria Assunta di Lucera）是意大利普利亞大區城市盧切拉的一座羅馬天主教的主教座堂，奉獻給聖母升天。這座教堂是天主教盧切拉-特羅亞教區的主教座堂，並且藝術一座小聖殿。教堂的大部分建築始建於14世紀。